# Prinia
Prinia es un género de aves paseriformes de la familia
Cisticolidae, cuyos miembros son conocidos vulgarmente como prinias. Se encuentran ampliamente extendidas en África y Asia.

## Especies
Se reconocen las siguientes 23 especies:
- Prinia crinigera — prinia estriada;
- Prinia polychroa — prinia parda;
- Prinia atrogularis — prinia gorginegra;
- Prinia superciliaris — prinia montana;
- Prinia cinereocapilla — prinia coronigrís;
- Prinia buchanani — prinia frentirrufa;
- Prinia rufescens — prinia rojiza;
- Prinia hodgsonii — prinia de Hodgson;
- Prinia gracilis — prinia grácil;
- Prinia sylvatica — prinia selvática;
- Prinia familiaris — prinia alibarrada;
- Prinia flaviventris — prinia ventriamarilla;
- Prinia socialis — prinia cenicienta;
- Prinia subflava — prinia modesta;
- Prinia inornata — prinia sencilla;
- Prinia somalica — prinia somalí;
- Prinia fluviatilis — prinia fluvial;
- Prinia flavicans — prinia pechinegra;
- Prinia maculosa — prinia del Karoo;
- Prinia hypoxantha — prinia del Drakensberg;
- Prinia molleri — prinia de Santo Tomé;
- Prinia bairdii — prinia barrada;
- Prinia melanops — prinia carinegra.